# Phyllodonta nolckeniata
Phyllodonta nolckeniata là một loài bướm đêm trong họ Geometridae.